# 馬湘瑩
馬湘瑩（1987年12月21日—），畢業於中國文化大學新聞系，曾任八大新聞記者兼任主播，現任年代新聞台主播、氣象主播。

## 學歷
- 中國文化大學新聞學系

## 經歷
- 華視新聞資訊台助理編輯
- 八大電視新聞部記者、主播
- 年代新聞台主播、氣象主播

## 外部連結
- 湘瑩小姐的Facebook專頁
- 馬湘瑩的Instagram帳戶